# Jordi El Niño Polla
Jordi El Niño Polla   (Ciudad Real, 11 de setembre de 1994) és un actor porno espanyol, productor i personalitat d'internet.

## Trajectòria
En Jordi es va interessar per actuar en pel·lícules porno per primera vegada als 18 anys, després de veure un anunci per a models a internet. Després d'enviar fotos d'ell mateix, li van respondre immediatament i va començar a actuar i produir per a l'empresa FaKings. Mentre treballava per a l'empresa va rebre el sobrenom d'«El Niño Polla» per un dels productors a causa del seu petit cos i aparença juvenil.
El març de 2016, van contactar amb ell via Twitter per elaborar continguts per a la companyia de producció Brazzers. Després que un dels seus vídeos es convertís en el més vist de la companyia de l'any, li van oferir un contracte exclusiu. Fins avui ha actuat en 103 gravacions. A principis de 2017, Vice News va enumerar el seu èxit juntament amb d'altres actors porno masculins joves que s'associen a formar part de l'augment de la pornografia MILF. Va rebre el Premi AVN com a Millor Actor Revelació.

### Canal de Youtube
El 27 d'octubre de 2017, Jordi va llançar un canal oficial de YouTube. El seu primer vídeo va rebre gairebé 10 milions de visualitzacions. En menys de dos mesos, el seu canal va rebre el Gold Play Button, un premi de YouTube per superar el milió de subscriptors. Actualment té més de 3,96 milions de subscriptors a YouTube i 355 milions de visualitzacions.

## Vida personal
Jordi va néixer i créixer a Ciudad Real. No fuma i rarament beu. El 2018, Jordi va revelar que es troba amb una dona fora de la indústria del porno des de juny de 2016.

## Premis i nominacions
| Any  | Obra nominada i artista | Categoria              | Resultat | Ref.   |
| ---- | ----------------------- | ---------------------- | -------- | ------ |
| 2017 | Jordi El Niño Polla     | Millor actor revelació | Nominat  | [ 10 ] |

| Any  | Obra nominada i artista | Categoria                               | Resultat  | Ref.   |
| ---- | ----------------------- | --------------------------------------- | --------- | ------ |
| 2018 | Jordi El Niño Polla     | Intèrpret més divertit (Premi divertit) | Guanyador | [ 11 ] |
| 2018 | Jordi El Niño Polla     | Intèrpret masculí més popular           | Guanyador | [ 11 ] |
| 2019 | Jordi El Niño Polla     | Intèrpret masculí més popular           | Guanyador | [ 12 ] |
| 2019 | Jordi El Niño Polla     | Intèrpret masculí més popular per dones | Nominat   | [ 13 ] |
| 2020 | Jordi El Niño Polla     | Intèrpret masculí més popular           | Guanyador | [ 14 ] |

| Any  | Obra nominada i artista | Categoria                       | Resultat | Ref.   |
| ---- | ----------------------- | ------------------------------- | -------- | ------ |
| 2020 | Plow-Her Walking        | Millor escena de sexe - Comèdia | Nominat  | [ 15 ] |

| Any  | Obra nominada i artista | Categoria                | Resultat | Ref.   |
| ---- | ----------------------- | ------------------------ | -------- | ------ |
| 2020 | Jordi El Niño Polla     | Artista masculí de l'any | Nominat  | [ 16 ] |

| Any  | Obra nominada i artista | Categoria      | Resultat | Ref.   |
| ---- | ----------------------- | -------------- | -------- | ------ |
| 2017 | Jordi El Niño Polla     | "Nou semental" | Nominat  | [ 17 ] |